# André Kudelski
André Kudelski, né le 26 mai 1960 à Lausanne, est un industriel et ingénieur suisse, de père polonais. Diplômé en physique de l'École polytechnique fédérale de Lausanne (EPFL) en 1984, il travaille au sein de l'entreprise de son père Stefan Kudelski en tant qu'ingénieur de développement sur les systèmes de chiffrement pour la télévision à péage (Nagravision), procédé utilisé par Canal+ en France. Il travaille également à la Silicon Valley en Californie.

## Biographie
En 1991, il succède à son père et devient président de Kudelski SA. Le groupe possède plusieurs entreprises dans le domaine de la sécurité électronique dont MediaCrypt et Nagra. En 1995, André Kudelski reçoit le titre de Global Leader for Tomorrow décerné par le Forum économique mondial. En 1996, la National Academy of Television Arts and Sciences lui attribue un Emmy Award pour ses travaux en matière de contrôle d'accès pour la télévision. Kudelski assume des fonctions dans plusieurs conseils d'administration (Edipresse, Nestlé, Dassault Systèmes) ainsi qu'un rôle consultatif au Crédit suisse. 
Il est membre du comité de direction du groupe Bilderberg. 
André Kudelski a été également conseiller communal radical à Lutry jusqu'en 2021.